# ファイナルハロン

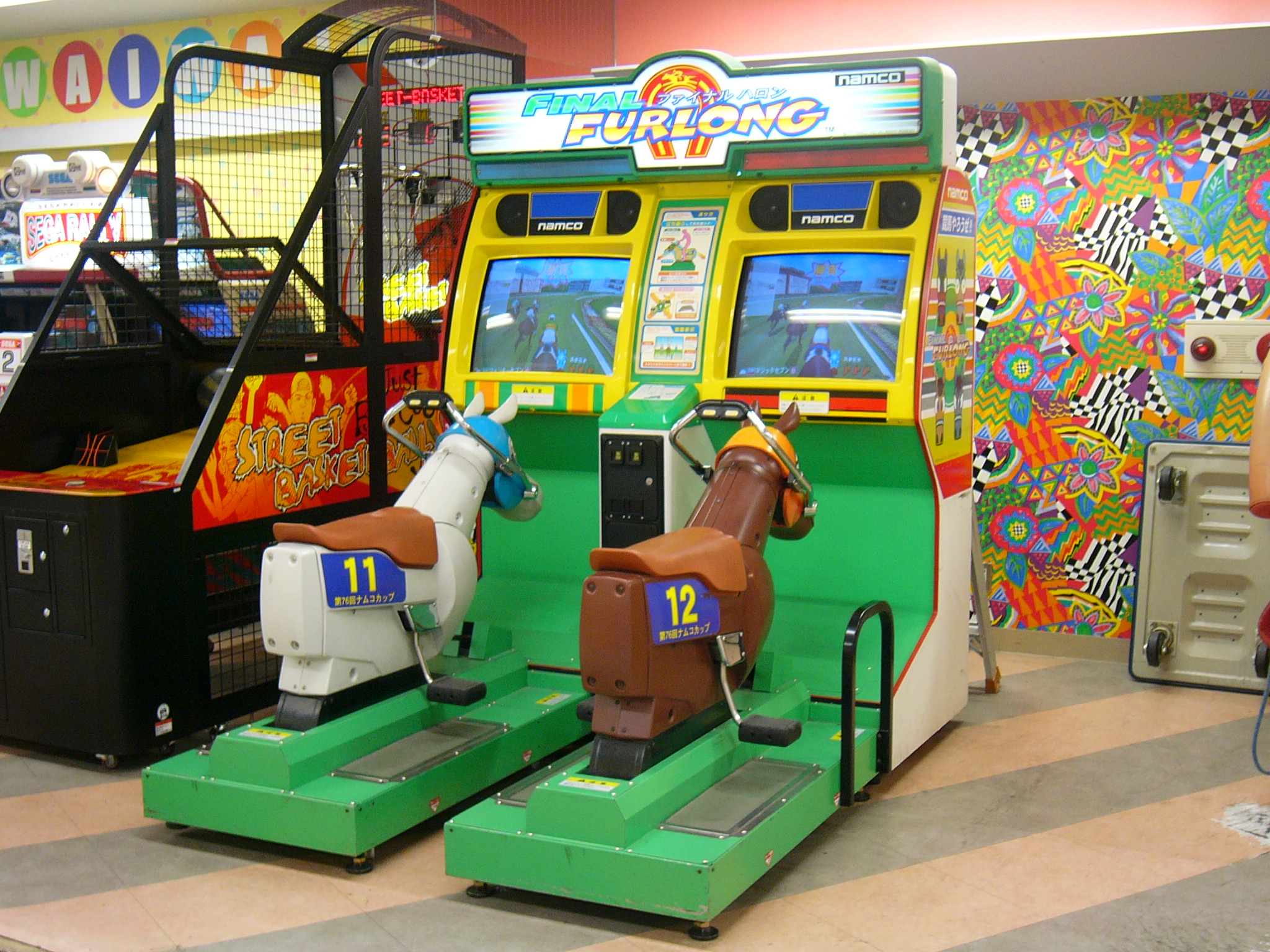
ファイナルハロン

ファイナルハロン（FINAL FURLONG）は、ナムコ（後のバンダイナムコエンターテインメント）が開発し、1997年より稼働を開始したアーケード競馬レースゲーム。1998年3月11日には続編作品のファイナルハロン2が発売され、2006年のE3にはWii版が展示された。

## 概要
体感型の競馬レースゲームとして初。プレイヤーが馬の形をした装置に跨り、手綱代わりのレバーを握って前後に揺らしたり、レバーの上部についているムチ代わりのボタンを押す事により、画面内を走る馬をコントロールしてレースを行う。CPU馬との対戦となる1人プレイの他、最大8人までの同時通信対戦が可能。
またレース時には「ラジオたんぱ」（現ラジオNIKKEI）のアナウンサー山本直也がレース実況を行っているのをゲーム中に聞く事ができる。
筐体の修理サポートは、部品調達難に伴い、2017年10月に終了した。

## ファイナルハロン2について
ファイナルハロン2では「障害コース」が新しく加えられ、障害コースで馬がジャンプするにはムチボタン2つを同時押しする事によってジャンプするようになっているが障害物にぶつかった場合はスタミナが大幅に消費するようになっている。